# Heineken Open 1999
L'Heineken Open 1999  è stato un torneo di tennis giocato sul cemento.
È stata la 32ª edizione dell'Heineken Open,che fa parte della categoria International Series nell'ambito dell'ATP Tour 1999.
Si è giocato all'ASB Tennis Centre di Auckland in Nuova Zelanda, dall'11 al 18 gennaio 1999.

## Campioni

### Singolare
Sjeng Schalken ha battuto in finale  Tommy Haas con il punteggio di 6–4, 6–4

### Doppio
Jeff Tarango /  Daniel Vacek hanno battuto in finale  Jiří Novák /  David Rikl con il punteggio di 7–5, 7–5